# Piatnitzkysaurus floresi
Il Piatnitzikysaurus era un Teropode vissuto nel Giurassico medio.
Poteva misurare dai 4 ai 5 metri di lunghezza ed era alto 1,5 metri. 
I pochi ritrovamenti sono stati fatti in Argentina, ma essendo scarsi è stata fatta una ricostruzione, che attualmente si trova presso il Museo di storia naturale di Buenos Aires.

## Parenti Predatori

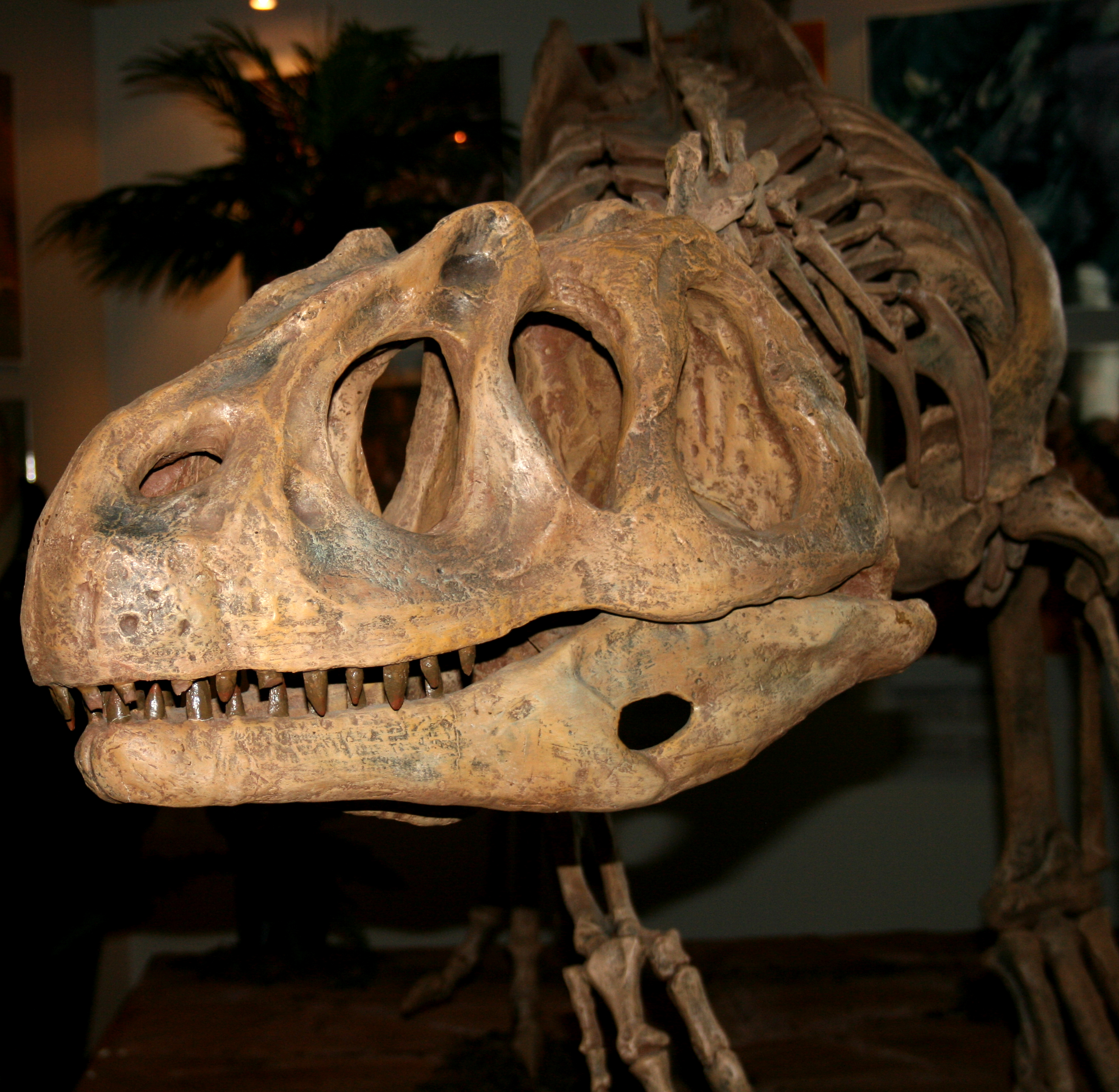
Cranio di Piatnitzkysaurus

Il cranio ritrovato è stato ricostruito e, secondo i paleontologi, misurava attorno ai 50 centimetri. Gli studiosi hanno notato inoltre che il Piatnitzkysaurus aveva delle piccole creste sul cranio, proprio come quelle del simile, e forse imparentato, Allosaurus.
Le mascelle, leggere e armate di piccoli denti affilati, indicano che questo dinosauro non era in grado di catturare prede più grandi di lui.
Nel cranio è presente una piccola cavità preorbitale, che nell'Allosaurus era più larga e che rappresenta una caratteristica primitiva di questi carnivori probabilmente imparentati.

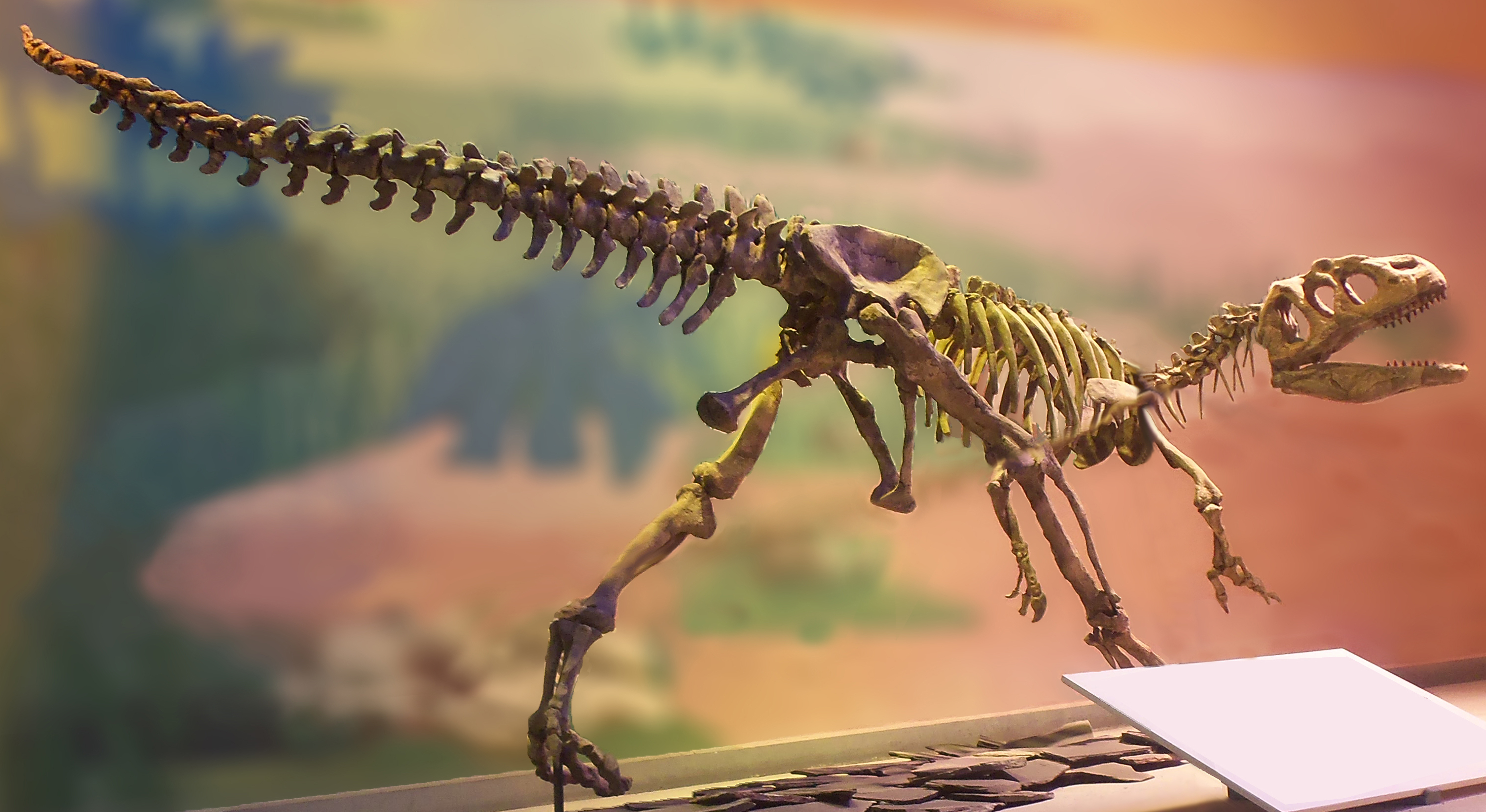
Scheletro di Piatnitzkysaurus floresi

## Arti e Articolazioni
La fortuna dei paleontologi è stata tutta nel trovare l'intero cinto scapolare e quasi tutto il cinto pelvico. Questi ritrovamenti fanno pensare che l’animale possedesse una notevole resistenza: gli arti anteriori, andati perduti, erano probabilmente lunghi, in grado di afferrare le prede durante la caccia.
La scapola invece sembra mostrare uno stadio evolutivo intermedio tra quello dell'Allosaurus e quello del Dilophosaurus.
In ogni caso, tutto conferma la grande somiglianza con il predatore dell'America settentrionale, l'Allosaurus.